# Шаланда

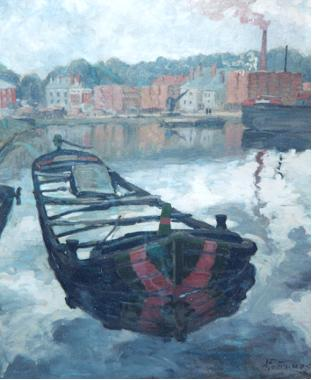
Жюль Фонтан, «Литая шаланда».

Шала́нда (фр. chaland) — небольшая баржа для погрузки и разгрузки крупнотоннажных судов на рейде и тому подобное.
В других источниках конца XIX столетия указано, что Шала́нда (ж., чернмр.) — плоскодонное, речное судно, паром, грузовая баржа, и шуточн. «Командир, капитан портовой шаланды».

## История
Шаландой называются рейдовые угольные баржи, работавшие в коммерческих и военных портах Мараньяо, Порто-Гранде, Порт-Артур и других, также на Чёрном море рыболовная плоскодонная парусная лодка.

## Грунтоотвозная шаланда
Также существуют грунтоотвозные шаланды, предназначенные для транспортировки грунта, извлекаемого со дна водоема земснарядами (землечерпательницами). При выполнении дноуглубительных работ грунтоотвозная шаланда швартуется к земснаряду, который производит погрузку на неё извлеченной грунтовой массы с целью дальнейшей доставки на специально отведенную подводную свалку. Грунтоотвозные шаланды представляют собой буксируемые или самоходные грузовые баржи, трюмы которых имеют опускные днища (открывающиеся створки) для вываливания земли в более глубоких местах. Открывающиеся створки днища как правило не герметичны, из-за чего грузовой трюм грунтоотвозной шаланды до ватерлинии заполнен забортной водой.

## Галерея

Рыбацкая шаланда[9].
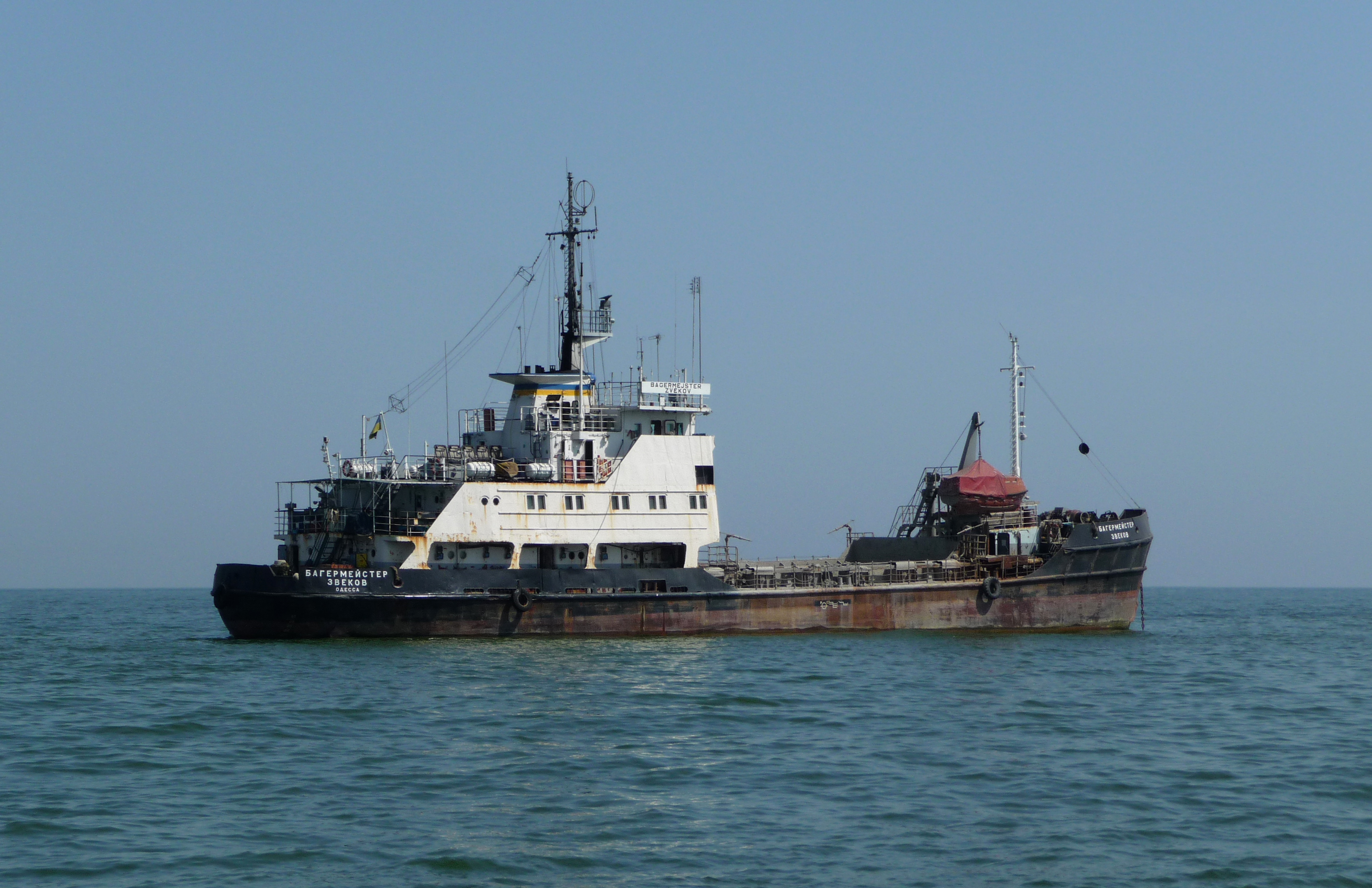
Саморазгружающаяся грунтоотвозная шаланда «Багермейстер Звеков», возле Одессы, 2010 год.